# Evermannella ahlstromi
Evermannella ahlstromi är en fiskart som beskrevs av Johnson och Glodek, 1975. Evermannella ahlstromi ingår i släktet Evermannella och familjen Evermannellidae. Inga underarter finns listade i Catalogue of Life.